# Schreckensteinia
Schreckensteinia är ett släkte av fjärilar som beskrevs av Jacob Hübner 1825. Schreckensteinia ingår i familjen konkavmalar.
Kladogram enligt Catalogue of Life och Dyntaxa:
| Schreckensteinia | \| \| Schreckensteinia erythriella \| \| \| \| \| \| Schreckensteinia felicella \| \| \| \| \| \| hallonkonkavmal \| \| \| \| \| \| Schreckensteinia inferiorella \| \| \| \| \| \| Schreckensteinia jocularis \| \| \| \| \| \| Schreckensteinia montandonella \| \| \| \| \| \| Schreckensteinia scissella \| \| \| \| |
|                  | \| \| Schreckensteinia erythriella \| \| \| \| \| \| Schreckensteinia felicella \| \| \| \| \| \| hallonkonkavmal \| \| \| \| \| \| Schreckensteinia inferiorella \| \| \| \| \| \| Schreckensteinia jocularis \| \| \| \| \| \| Schreckensteinia montandonella \| \| \| \| \| \| Schreckensteinia scissella \| \| \| \| |
|                  | Amblyscopa |
|                  | |
|                  | Corsocasis |
|                  | |
|                  | Ptilosticha |
|                  | |
|                  | Schreckensteinia erythriella |
|                  | |
|                  | Schreckensteinia felicella |
|                  | |
|                  | hallonkonkavmal |
|                  | |
|                  | Schreckensteinia inferiorella |
|                  | |
|                  | Schreckensteinia jocularis |
|                  | |
|                  | Schreckensteinia montandonella |
|                  | |
|                  | Schreckensteinia scissella |
|                  | |

|  | Schreckensteinia erythriella   |
|  |                                |
|  | Schreckensteinia felicella     |
|  |                                |
|  | hallonkonkavmal                |
|  |                                |
|  | Schreckensteinia inferiorella  |
|  |                                |
|  | Schreckensteinia jocularis     |
|  |                                |
|  | Schreckensteinia montandonella |
|  |                                |
|  | Schreckensteinia scissella     |
|  |                                |

## Bildgalleri

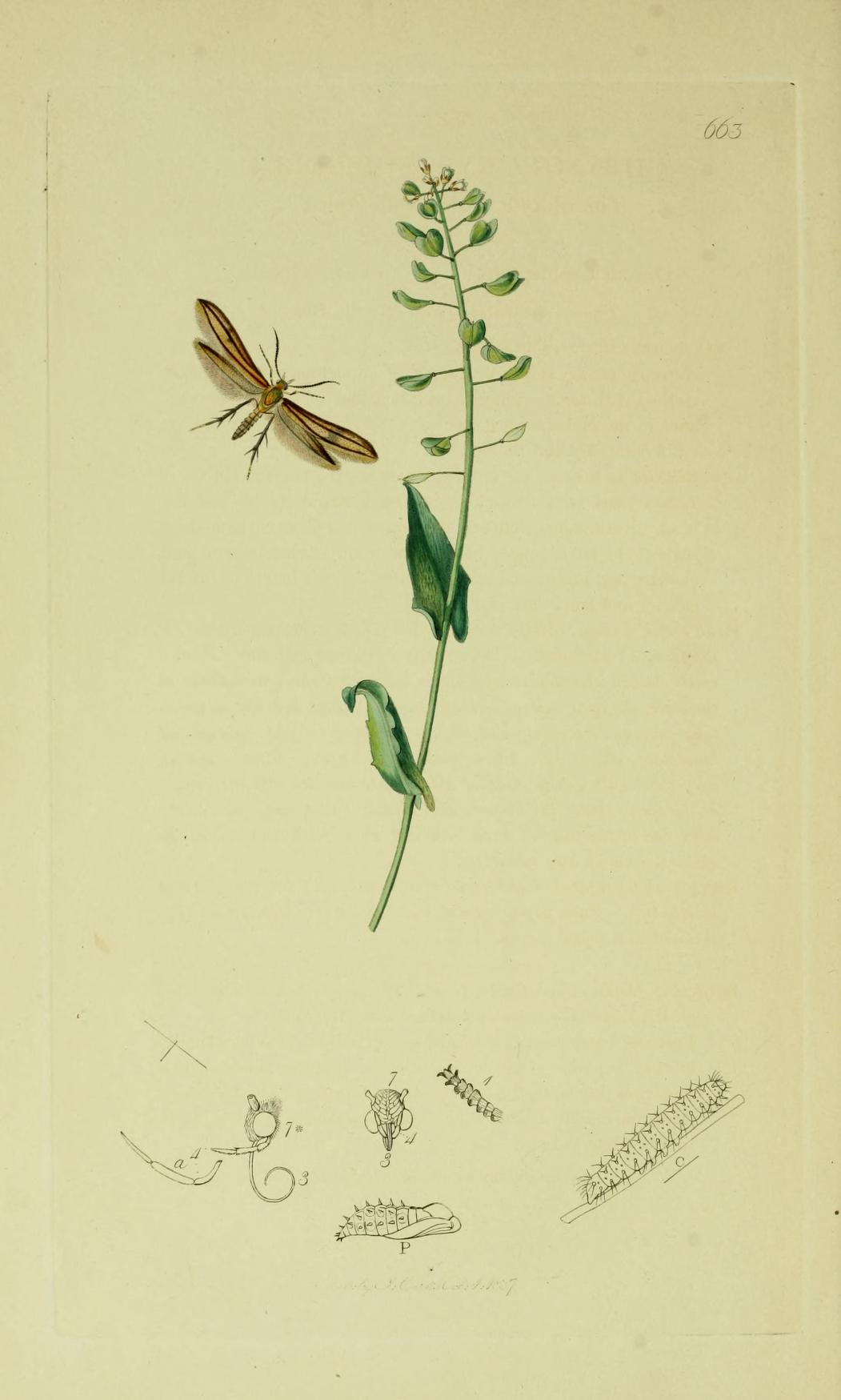
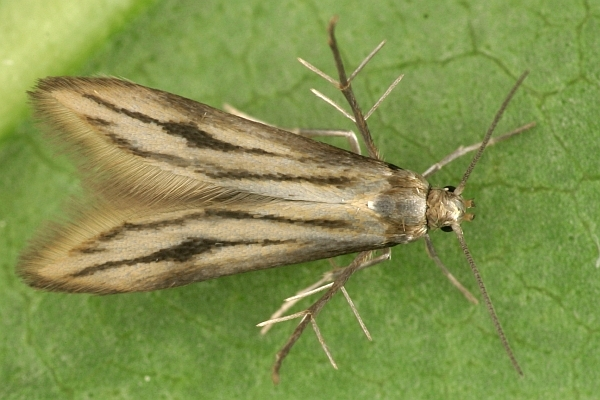